# Оддей, Брайан
Брайан Оддей (итал. Brian Oddei; родился 18 сентября 2002, Аккра, Гана) — итальянский футболист ганского происхождения, полузащитник словацкого клуба «ДАК 1904».

## Футбольная карьера
Родился в столице Ганы. В Италию переехал вместе с родителями в одиннадцатилетнем возрасте. Воспитанник академии «Сассуоло». Впервые попадал в заявку команды в декабре 2019 года на поединок Кубка Италии, однако на поле не появлялся. С сезона 2020/2021 начал выступать за основную команду. 10 января 2021 года дебютировал в Серии А в поединке против «Ювентуса», выйдя на замену на 73-й минуте вместо Мерта Мюлдюра. Всего в дебютном сезоне провёл 5 встреч, во всех выходил на замену.